# Giusto Gervasutti
Pas d'image ? Cliquez ici

Topo de la voie que Gervasutti a ouverte sur l'Ailefroide

Giusto Gervasutti, né le 17 avril 1909 à Cervignano del Friuli et mort le 16 septembre 1946 au mont Blanc du Tacul, est un alpiniste italien qui a ouvert de nombreux itinéraires dans les Alpes telles que la face nord-ouest de l'Ailefroide ou celle de l'Olan (considérée à l'époque comme le plus grand problème des Alpes après les Grandes Jorasses).

## Biographie
Né dans le Frioul, il fréquente à partir de 1925 les Alpes carniques et les Dolomites. En 1931, il s'installe à Turin, prenant contact avec les Alpes occidentales. En 1932, il découvre la haute montagne hivernale au Nordend et au Cervin. Par la suite, considéré comme l'alpiniste le plus complet de son époque, Gervasutti devient l'une des personnalités les plus marquantes de l'histoire alpine de l'entre-deux-guerres. 
Gervasutti s'intéresse rapidement aux innovations technologiques du matériel d'escalade : connaissant Bramani, il essaye ses prototypes de semelles dans la voie Mayer-Dibona à la dent du Requin et au Petit Dru ; la cordée Gervasutti - Devies est emballée par les qualités de la Vibram. Alors que le « glaciairiste » Willo Welzenbach s'acharne à tailler des milliers de marches dans la face nord du Grosshorn en 1932, la cordée Gervasutti - Chabod en 1934 utilise les crampons Grivel à 12 pointes lors de leur première au couloir Gervasutti du mont Blanc du Tacul. Avec également la diminution progressive de la taille du piolet, une autre ère de l'alpinisme débute. 
Le 16 septembre 1946, il fait une chute mortelle lors d'une tentative au pilier nord-est au mont Blanc du Tacul. 
En 1948, le Club alpin italien baptise en son honneur le refuge-bivouac Gervasutti dans le massif du Mont-Blanc, dans le val Ferret, en vallée d'Aoste ; il est reconstruit dans un style moderne en 2011.

## Ascensions
- 1930 - Face sud de la Marmolada, Dolomites
- 1930 - Première du Monte Siera, au-dessus de Sappada
- 1934 - Participation à l'expédition italienne dans les Andes
- 1934 - Première du couloir nord-est du mont Blanc du Tacul (55°) avec Renato Chabod
- 1934 - Première de la face nord-ouest de l'Olan, sommet central (TD, 1 100 m, 7 à 9 h) dans le massif des Écrins avec Lucien Devies
- 1935 - Première de la pointe Adolphe-Rey (Grand Capucin, 3 535 m) avec Renato Chabod et Gabriele Boccalatte
- 1935 - Face sud-sud-est du pic Gaspard et voie Solleder à la Civetta
- 1936 - Première du pilier nord-ouest de l'Ailefroide Occidentale dans le massif des Écrins avec Lucien Devies
- 1938 - Face sud-ouest de la pointe Gugliermina (TD+, V/VI, A1, 600 m de dénivelé, 11 à 16 h), massif du Mont-Blanc, avec Gabriele Boccalatte
- 1940 - Première du pilier nord du Frêney (pilier de droite : TD/VI, A1, mixte, 800 m de dénivelé, 8 à 12 h) au mont Blanc avec P. Bollini di Pedrosa
- 1942 - Face est des Grandes Jorasses (ED, V/VI, A1, 12 à 14 h), massif du Mont-Blanc

## Publications
- Montagnes, ma vie
- Ascensions dans les Alpes, éd. Arthaud, 1997.